# ليونارد بوندو
ليونارد بوندو (بالإيطالية: Leonard Bundu)‏ مواليد 21 نوفمبر 1974 في فريتاون، هو ملاكم محترف إيطالي يصنف ضمن فئة وزن الوسط. شارك في دورة الألعاب الأولمبية الصيفية سنة 2000. حقق الميدالية الذهبية في ألعاب البحر الأبيض المتوسط 1997.

## إحصائيات
خاض خلال مسيرته 37 نزالا، فاز في 33 وتعادل في 2 وخسر في 2. فاز بالضربة القاضية في 12 نزالا.

## الميداليات
| الميدالية | المسابقة                        |
| --------- | ------------------------------- |
| ذهبية     | ألعاب البحر الأبيض المتوسط 1997 |

## روابط خارجية
- ليونارد بوندو على موقع بوكس ريك (الإنجليزية) (registration required)
- ليونارد بوندو على موقع أوليمبيديا (الإنجليزية)